# Monika Buczkowska
Monika Buczkowska-Ward (ur. 5 listopada 1992 w Środzie Wielkopolskiej) – polska śpiewaczka, sopran, związana z Oper Frankfurt. Jej repertuar obejmuje dzieła od baroku po muzykę współczesną, a wśród nich znajdują się zwłaszcza partie Mozartowskie, takie jak Zuzanna i Pamina.

## Kariera
Absolwentka Państwowej Szkoły Muzycznej II Stopnia im. F. Chopina w Poznaniu. W 2016 roku ukończyła z wyróżnieniem Akademię Muzyczną im. Ignacego Jana Paderewskiego w Poznaniu w klasie śpiewu solowego Barbary Mądrej. W maju tego samego roku wystąpiła w Teatrze Wielkim w Poznaniu, wcielając się w rolę Zuzanny w studenckim przedstawieniu Wesela Figara Mozarta pod dyrekcją Przemysława Neumanna.
Jest laureatką I nagrody na Ogólnopolskim Festiwalu Wokalnym im. Marii Stankowej w Olsztynie oraz Nagrody im. Marty Eggerth i Jana Kiepury na Międzynarodowym Konkursie Wokalnym im. Stanisława Moniuszki. Była członkiem Akademii Operowej Teatru Wielkiego w Warszawie, gdzie jej nauczycielami byli Eytan Pessen, Matthias Rexroth i Izabella Kłosińska.
W 2019 roku zadebiutowała w Niemczech, w Oper Frankfurt, w partii Lydie w Pénélope Faurégo, w kolejnym sezonie dołączyła do zespołu. Wystąpiła w partii sopranowej w wykonaniu scenicznym Stabat Mater Pergolesiego. Wystąpiła na Festiwalu Tyrolskim w Erl w Austrii jako Freia w Złocie Renu Wagnera i jako Madeleine w Pocztylionie z Lonjumeau Adama.
Partie Mozartowskie z jej repertuaru obejmują Zerlinę i Donnę Annę w Don Giovannim oraz Papagenę i Paminę w Czarodziejskim flecie. Partię Papageny wykonała w produkcji wyreżyserowanej przez Barrie Kosky’ego. W partii Donny Anny zadebiutowała na festiwalu muzycznym w Nieborowie, a następnie w roli Eurydyki w Orfeuszu w piekle Offenbacha z zespołem Bałtyckiej Opery Państwowej w Gdańsku. Wzięła udział w nowej inscenizacji Ognistego anioła Prokofiewa w Teatrze Wielkim w Warszawie w koprodukcji z Festiwalem Aix-en-Provence pod dyrekcją Kazushi Ōno. Wykonała również partię sopranową w Credo Pendereckiego w Nagoi.
10 marca 2022 r. wykonała partię sopranową w finale IX Symfonii Beethovena podczas koncertu charytatywnego w Alte Oper we Frankfurcie, z udziałem hr-Sinfonieorchester pod dyrekcją Juraja Valčuhy.